# Xã Freedom, Quận Ward, Bắc Dakota
Xã Freedom (tiếng Anh: Freedom Township) là một xã thuộc quận Ward, tiểu bang Bắc Dakota, Hoa Kỳ. Năm 2010, dân số của xã này là 135 người.